# Чорна береза
Чо́рна Бере́за — ботанічна пам'ятка природи місцевого значення в Україні. Об'єкт природно-заповідного фонду Житомирської області. 
Розташована в межах Хорошівського району Житомирської області, неподалік від північно-східної околиці села Стебниця (біля колишньої тваринницької ферми). 
Площа 0,01 га. Статус надано згідно з рішенням III сесії облради XXIII скликання від 17.09.1998 року. Перебуває у віданні СТОВ «Радичі». 
Статус надано для збереження одного екземляра берези чорної (Betula nigra). 